# 托爾圖加斯 (新墨西哥州)
托爾圖加斯（英語：Tortugas）是位於美國新墨西哥州唐娜安娜縣的普查規定居民點。

## 人口
根據2020年美國人口普查的數據，托爾圖加斯的面積為0.40平方千米，皆為陸地。當地共有人口579人，而人口密度為每平方千米1,447.5人。